# Haydon (Northumberland)
Haydon of Haydon Bridge is een civil parish in het bestuurlijke gebied Northumberland, in het Engelse graafschap Northumberland. In 2001 telde het civil parish 2027 inwoners.